# Alue Iet
Alue Iet is een bestuurslaag in het regentschap Bireuen van de provincie Atjeh, Indonesië. Alue Iet telt 1117 inwoners (volkstelling 2010).